# ロミジュリ×レイディオ
ロミジュリ×レイディオ は、アニメ『ロミオ×ジュリエット』の関連番組として音泉で配信していたインターネットラジオ番組。

## 配信概要
- 配信期間：2007年4月13日～10月5日
- 配信日：毎週金曜日
- 配信サイト：音泉
- パーソナリティ：水沢史絵（ジュリエット役）・松来未祐（コーディリア役）

## コーナー
- 不朽のシェイクスピア講座!（隔週）
- 不朽の恋愛ディベート（隔週）

ありえないテーマについてディベートを行う。判定は伊福部崇。5回間違えると罰ゲームとなる。
- 今週のだいちゅうさん

ロミオ役の水島大宙の近況を報告する。

## ゲスト
| 配信回              | 配信日        | ゲスト出演者 | 備考           |
| ------------------- | ------------- | ------------ | -------------- |
| 第11回              | 2007年6月22日 | 野島裕史     | フランシスコ役 |
| 第12回              | 2007年6月29日 | 野島裕史     | フランシスコ役 |
| 第17回 （公開録音） | 2007年8月3日  | 水島大宙     | ロミオ役       |
| 第18回 （公開録音） | 2007年8月10日 | 水島大宙     | ロミオ役       |
| 第19回              | 2007年8月17日 | 広橋涼       | アントニオ役   |
| 第20回              | 2007年8月24日 | 広橋涼       | アントニオ役   |
| 第23回              | 2007年9月14日 | 鳥海浩輔     | キュリオ役     |
| 第24回              | 2007年9月21日 | 鳥海浩輔     | キュリオ役     |
| 第26回              | 2007年10月5日 | 水島大宙     | ロミオ役       |

## エピソード
- パーソナリティのふたりはプライベートでも友人であり、ともすれば公のラジオらしからぬ友人トークになる。その様子は、初回収録を見ていた榎本温子から、「なに、このプライベートラジオ？」と、呆れ気味のコメントされるほど。